# Mounira Mitchala
Mounira Mitchala, ou la Panthère douce, née Mounira Khalil Alio le 19 septembre 1979, est une chanteuse, auteure, interprète, compositrice et actrice tchadienne.
Elle est la fille du docteur Khalil Alio, linguiste et ancien recteur de l'université de N'Djamena et la sœur ainé à la designer et photographe Salma Khalil et ainsi que de l'actrice Rihané Khalil Alio. La dictature d’Hissène Habré l’oblige à s’exiler avec sa famille, en Allemagne de l'Ouest puis au Nigéria, jusqu’en 1992. Elle tourne des scènes secondaires dans plusieurs films tchadiens tels que Daratt et Abouna de Mahamat Saleh Haroun. Elle est connue par la scène nationale et internationale grâce à son morceau Talou Lena de l'album du même nom. Sur des rythmes traditionnels, Mounira rend hommage à l'Afrique et plus particulièrement à son pays le Tchad, à la femme africaine. À travers ses paroles, elle dénonce le mariage forcé, fait une campagne contre l'avancée du désert, le génocide du Darfour, la guerre civile qui ravage le Tchad, la discrimination faite à l'encontre des malades du SIDA, l'excision, etc. Mounira fait plusieurs apparitions scéniques remarquées aux côtés de Tiken Jah Fakoly, Ismaël Lô.

## L'albumTalou Lena
Son premier album Talou Lena et ses compositions s'inscrivent dans la tradition tchadienne tout en étant ancrées dans la modernité. L'enregistrement de l'album débute en septembre 2006 à Ndjamena par Christian Djedeboum Laotol puis en France par Fabien Girard au studio Mad Production (Juillaguet - Charente/France), en septembre 2007.

## Chili Houritki
En mars 2012, Mounira Mitchala sort un nouvel album Chili Houritki, un mot-composé en arabe local tchadien qui signifie ' Arrache ton indépendance'. A travers cet album, Mounira appelle les femmes tchadiennes à se battre pour prendre leur autonomie et liberté. Grâce à Chili Houritki, la chanteuse est primée "Meilleure artiste féminine de l'année" au Kora Awards 2012.

## Prix découverte RFI
C'est au stade du 28-septembre de Conakry que le jury, présidé par le chanteur malien Salif Keita, l'a choisie comme lauréate. Elle surclasse d'autres concurrents sénégalais et camerounais.
Elle récolte sept mille euros et une bourse d'aide de développement de carrière de douze mille cinq cents euros alloués par le ministère français des Affaires étrangères.
Interrogée après son sacre, Mitchala déclare : « J'espère que ce prix aidera à ramener la paix dans mon pays déchiré par la guerre ».

## Trophet
- En 2014 :Lauréate de AFASA African francophone awards south Africa[7];
- En 2018:Lauréate de la nuit de la femme tchadienne;
- En 2019: Lauréate de visa pour la création de l'institut français de paris[8].

## Galerie

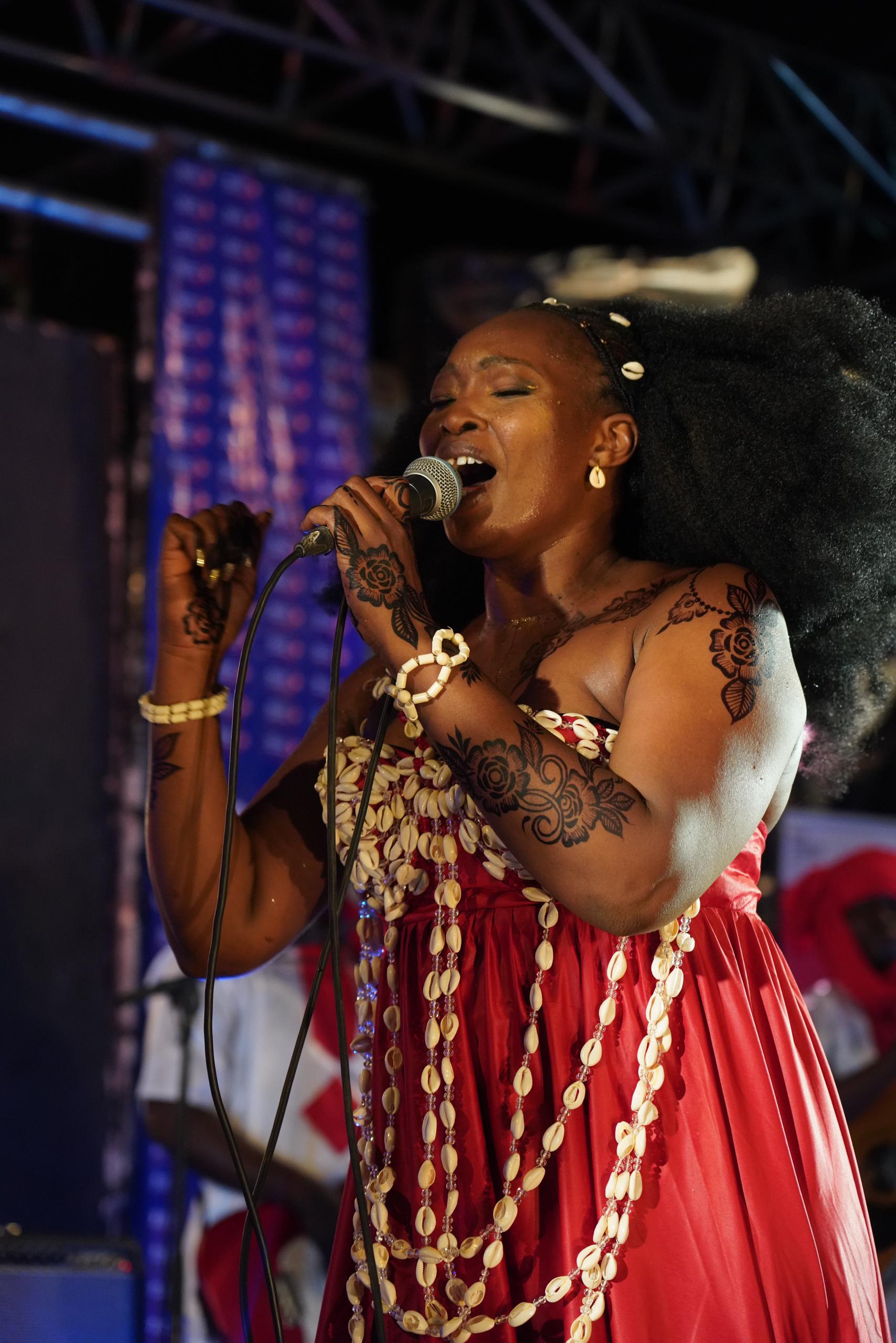
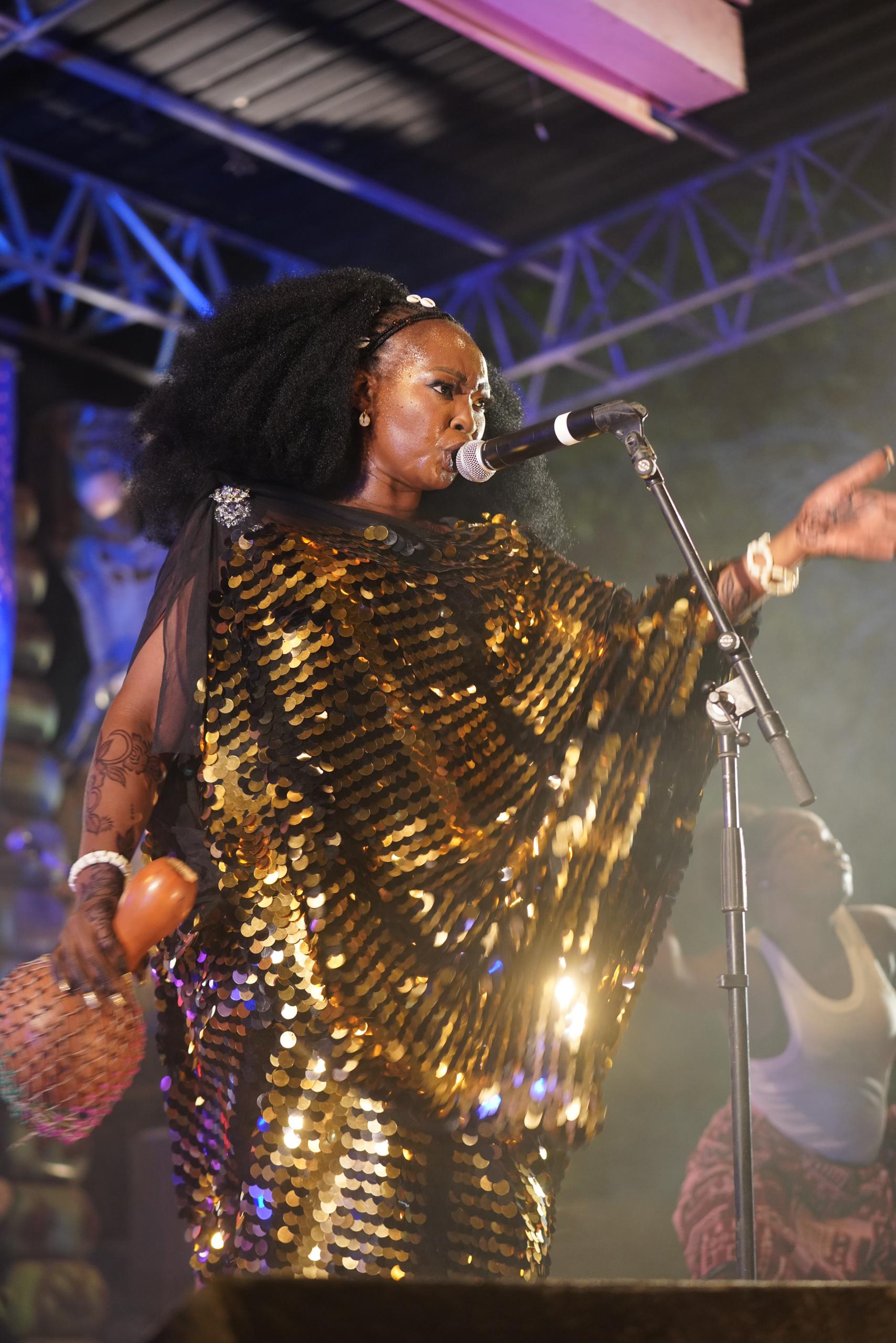
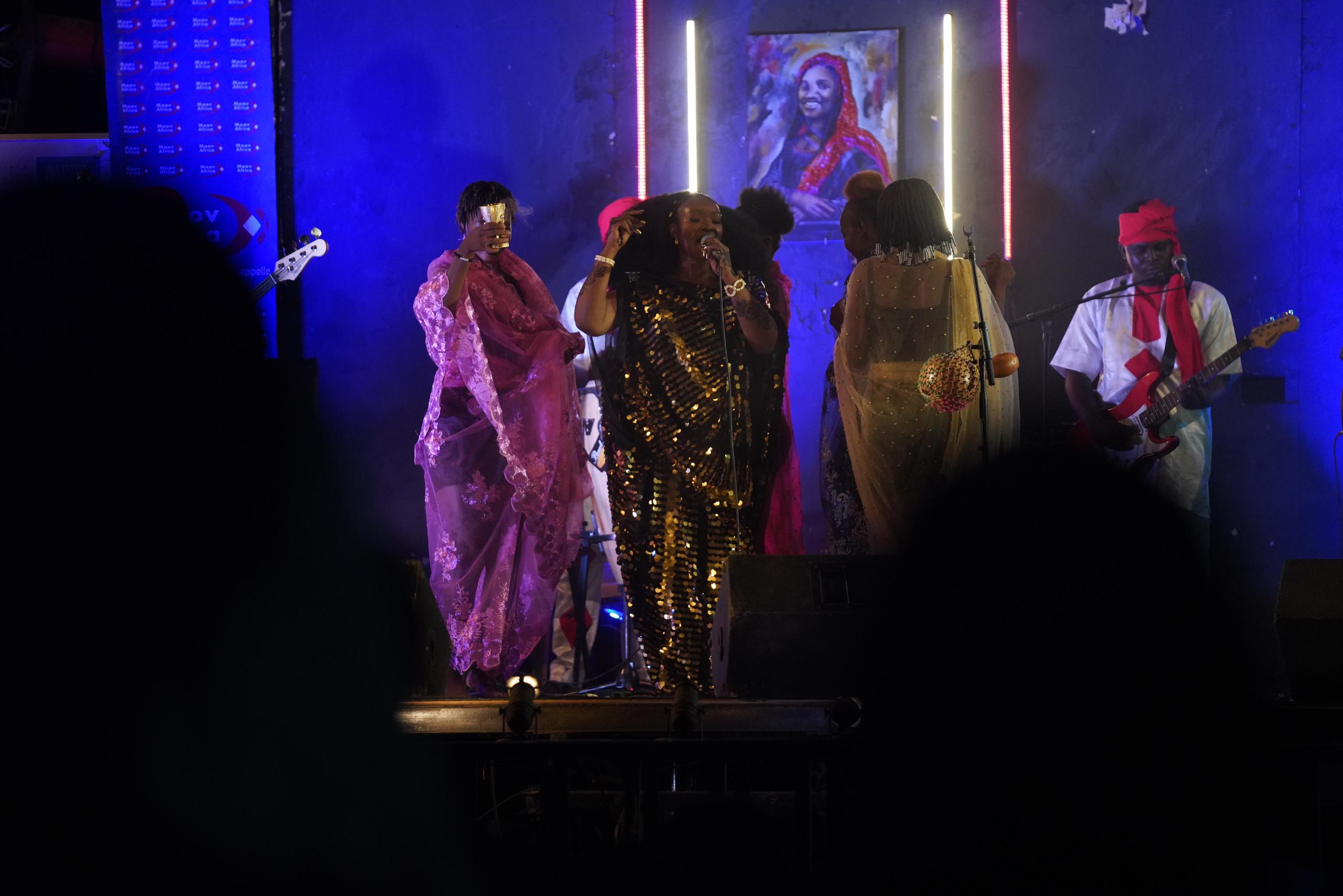
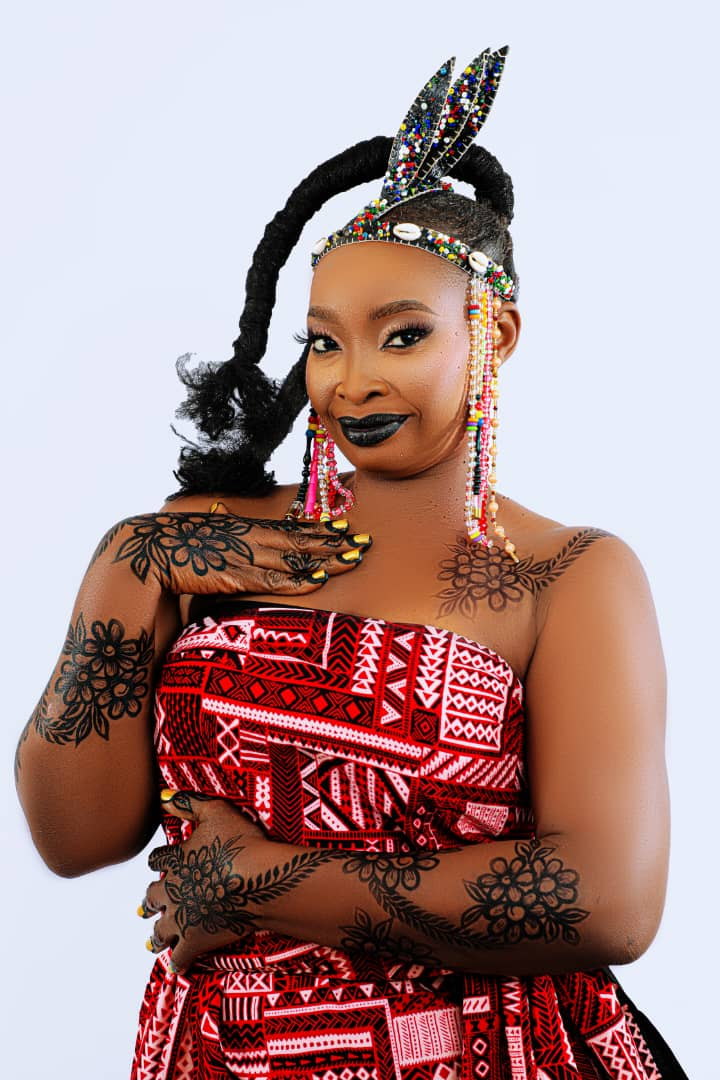